# Eva Ventrubová
Eva Ventrubová (* 24. dubna 1980 Třebíč) je česká divadelní herečka. Je zakladatelkou a ředitelkou Divadla poq.
Po střední škole vystudovala v roce 2004 činoherní herectví na Divadelní fakultě Janáčkovy akademie múzických umění v Brně. Od roku 2004 je členkou souboru Městského divadla Brno.

## Role vMdB
- Eva, Anna, Paní Salingerová – Betlém
- Company – Nahá múza
- Nuzákova dcera, Francouzská milenka – Becket aneb Čest Boží
- Swing – Sugar! (Někdo to rád horké)
- Sestra matky, Dcera kněze madiánského – Mojžíš
- Sarah – Výkřiky do tmy